# Distrito electoral local 6 de Quintana Roo
El VI Distrito Electoral Local de Quintana Roo es uno de los 15 Distritos Electorales Locales que conforman el Congreso de Quintana Roo y en que se divide políticamente el estado de Quintana Roo, su cabecera es también la cabecera municipal del municipio de José María Morelos, cuya ciudad es José María Morelos, antes llamada Kilómetro 50, este distrito se delimita territorialmente exactamente al municipio de José María Morelos, por lo tanto también incluye a la localidad de Dziuché.
Está constituido desde el proceso de creación del estado libre y soberano de Quintana Roo; en 1974, para la Legislatura Constituyente y a partir de 1975 para la I Legislatura en adelante.

## Distritaciones
Distritación desde el inicio de la Legislatura Constituyente (1974) hasta el término de la VI Legislatura (1993). 
El distrito era denominado inicialmente como el IV Distrito. 
Distritación durante la VII Legislatura (1993-1996).
El distrito dejó de ser el IV Distrito, para pasar a ser el V Distrito, esto debido a la creación de nuevos Distritos, pero sin sufrir modificación alguna en extensión territorial.
Distritación desde el inicio de la VIII Legislatura (1996) hasta la actualidad.
Al crearse nuevos Distritos, este Distrito comenzó a ser el VI Distrito, pero como en las ocasiones anteriores no sufrió modificaciones en cuanto a extensión territorial.

## Diputados por el distrito
- Legislatura Constituyente (1974 - 1975): José Cirilo Flota Valdéz

- I Legislatura (1975 - 1978): Horacio De Jesús Coral Castilla

- II Legislatura (1978 - 1981): William Fernández Paredes

- III Legislatura (1981 - 1984): Abraham Martínez Ross

- IV Legislatura (1984 - 1987): Tomás Velo Pérez

- V Legislatura (1987 - 1990): Francisco Alcocer Ojeda

- VI Legislatura (1990 - 1993): Roger Cristino Flota Medina

- VII Legislatura (1993 - 1996): Pedro Celestino Mahay Caamal

- VIII Legislatura (1996 - 1999): José Domingo Flota Castillo

- IX Legislatura (1999 - 2002): Germán Aurelio Parra López

- X Legislatura (2002 - 2005): Pedro Enrique Pérez Díaz

- XI Legislatura (2005 - 2008): Otto Ventura Osorio

- XII Legislatura (2008 - 2011): Froylán Sosa Flota

- XIII Legislatura (2011 - 2013): Juan Manuel Parra López

- XIV Legislatura (2013 - 2016): Juan Carlos Huchin Serralta